# Níveis de escolaridade
Os níveis de escolaridade, níveis de ensino ou níveis de educação são subdivisões da educação (ensino/aprendizagem) formal, abrangendo geralmente a educação pré-escolar, educação primária, educação secundária e educação terciária.  A organização dos níveis varia de acordo com o país. Alguns países descrevem os diferentes níveis em anos, enquanto outros usam o sistema de séries.

## Brasil
A educação escolar brasileira se divide em vários estágios escolares que compõe a educação básica, dos quais a educação infantil é opcional, o ensino fundamental é obrigatório, e o ensino médio é um direito, e para quem deseje cursar o ensino superior, o último estágio é requisito. Abaixo estão divididos os estágios escolares no Brasil:
| Equipamento educacional | Idades |
| ----------------------- | ------ |
| Creche                  | 0 - 3  |
| Pré-Escola              | 4 - 6  |

| Ensino fundamental de 9 anos | Idades  |
| ---------------------------- | ------- |
| 1º ano                       | 5 - 7   |
| 2º ano                       | 6 - 8   |
| 3º ano                       | 7 - 9   |
| 4º ano                       | 8 - 10  |
| 5º ano                       | 9 - 11  |
| 6º ano                       | 10 - 12 |
| 7º ano                       | 11 - 13 |
| 8º ano                       | 12 - 14 |
| 9º ano                       | 13 - 15 |

| Ensino médio de 3 anos | Idades  |
| ---------------------- | ------- |
| 1º ano                 | 14 - 16 |
| 2º ano                 | 15 - 17 |
| 3º ano                 | 16 - 18 |